# KwaNdebele
KwaNdebele – bantustan dla ludów Ndebele, utworzony w 1977. Stolicą było pierwotnie Siyabuswa, od 1986 – KwaMhlanga. Obejmował powierzchnię 2 208 km² i liczył 373 012 mieszkańców.  

## Przywódcy KwaNdebele
- Simon Skosana (1977–1986)
- Klaas Mtshiweni (1986) (tymczasowo)
- George Majozi Mahlangu (1986–1989)
- Jonas Masana Mabena (1986–1990)
- James Mahlangu (1990–1994)